# Matthiola capiomontana
Matthiola capiomontana là một loài thực vật có hoa trong họ Thiến thảo. Loài này được (Dur.) Pomel mô tả khoa học đầu tiên năm 1875.